# Primera División de Aruba 2021-22
La Primera División de Aruba 2021-22 fue la edición número 60 de la Primera División de Aruba. El Independiente Porto Caravel se separó y volvió a ser el Independiente Caravel y el Brazil Juniors no continuó en el máximo nivel, por lo tanto el River Plate regresó al máxima nivel.

## Equipos participantes
| Pos.   | Equipo      | Ciudad      | Estadio                     | Capacidad |
| ------ | ----------- | ----------- | --------------------------- | --------- |
| 1      | RCA         | Solito      | Guillermo Próspero Trinidad | 2500      |
| 2      | Dakota      | Dakota      | Guillermo Próspero Trinidad | 2500      |
| 3      | Nacional    | Palm Beach  | Guillermo Próspero Trinidad | 2500      |
| 4      | Bubali      | Noord       | Guillermo Próspero Trinidad | 2500      |
| 5      | Estrella    | Santa Cruz  | Guillermo Próspero Trinidad | 2500      |
| 6      | Caravel     | Angochi     | Guillermo Próspero Trinidad | 2500      |
| 8      | Britannia   | Piedra Plat | Guillermo Próspero Trinidad | 2500      |
| 9      | La Fama     | Savaneta    | Guillermo Próspero Trinidad | 2500      |
| 10     | United      | Noord       | Guillermo Próspero Trinidad | 2500      |
| 2 (SD) | River Plate | Madiki      | Guillermo Próspero Trinidad | 2500      |

### Ascensos y descensos
| Pos. | Ascendidos de la División Uno 2019-20 |
| ---- | ------------------------------------- |
| 2    | River Plate                           |

| Pos. | Descendidos de la División de Honor 2019-20 |
| ---- | ------------------------------------------- |
| 7    | Brazil Juniors                              |

## Formato
Se disputaron 18 fechas enfrentándose todos los equipos, al final los cuatro primeros que acumulen más puntos clasificaron a los play-offs caya 4, mientras que el último clasificado descendió a la División Uno de Aruba 2022-23, además el octavo y el noveno jugaron play-offs de relegación.
Los cuatro primeros en los play-offs caya 4 jugarán seis partidos más, los dos primeros clasificados jugaron la final a tres partidos, el campeón; de cumplir los requisitos establecidos podrá participar en la Copa Caribeña de Clubes Concacaf.

## Temporada Regular
| Pos. | Equipo      | Pts. | PJ | G  | E | P  | GF | GC | Dif. | Clasificación 2021-22           |
| ---- | ----------- | ---- | -- | -- | - | -- | -- | -- | ---- | ------------------------------- |
| 1    | Dakota      | 45   | 18 | 15 | 0 | 3  | 76 | 16 | +60  | Play-offs Caya 4                |
| 2    | RCA         | 44   | 18 | 13 | 5 | 0  | 69 | 11 | +58  | Play-offs Caya 4                |
| 3    | Britannia   | 34   | 18 | 10 | 4 | 4  | 46 | 23 | +23  | Play-offs Caya 4                |
| 4    | La Fama     | 32   | 18 | 10 | 2 | 6  | 35 | 27 | +8   | Play-offs Caya 4                |
| 5    | Nacional    | 30   | 18 | 9  | 3 | 6  | 68 | 34 | +34  |                                 |
| 6    | Caravel     | 24   | 18 | 7  | 3 | 8  | 29 | 56 | −27  |                                 |
| 7    | River Plate | 20   | 18 | 6  | 2 | 10 | 35 | 42 | −7   |                                 |
| 8    | Estrella    | 14   | 18 | 4  | 2 | 12 | 31 | 65 | −34  | Play-off descenso               |
| 9    | United      | 11   | 18 | 3  | 2 | 13 | 35 | 74 | −39  | Play-off descenso               |
| 10   | Bubali (D)  | 4    | 18 | 1  | 1 | 16 | 8  | 84 | −76  | Descenso a División Uno 2022-23 |

 Fuente: Soccerway
Dakota ganador del campeonato regular 2021-22

## Goleadores de la temporada regular 2021-22
| Jugador           | Equipos   | Goles |
| ----------------- | --------- | ----- |
| Devis Oliveros    | Nacional  | 27    |
| Jhon Silva        | RCA       | 25    |
| Sebastian Montoya | Dakota    | 23    |
| Denrick Lopez     | United    | 17    |
| Ricky Hodge       | Dakota    | 17    |
| Albert Francis    | RCA       | 13    |
| Fladimy Francois  | Nacional  | 11    |
| Pieter Susebeek   | Britannia | 11    |
| Fernando de Sousa | Dakota    | 11    |
| Trevor Faro       | Estrella  | 11    |

Fuente: FutbolAruba

## Play-offs Caya 4
Actualizado el 10 de junio de 2022
| Pos. | Equipo    | Pts. | PJ | G | E | P | GF | GC | Dif. | Clasificación 2022 |
| ---- | --------- | ---- | -- | - | - | - | -- | -- | ---- | ------------------ |
| 1    | Dakota    | 15   | 6  | 5 | 0 | 1 | 19 | 6  | +13  | Final              |
| 2    | RCA       | 13   | 6  | 4 | 1 | 1 | 14 | 9  | +5   | Final              |
| 3    | La Fama   | 4    | 6  | 1 | 1 | 4 | 7  | 15 | −8   |                    |
| 4    | Britannia | 3    | 6  | 1 | 0 | 5 | 10 | 20 | −10  |                    |

 Fuente: Soccerway

## Goleadores de los playoffs 2021-22
| Jugador            | Equipos   | Goles |
| ------------------ | --------- | ----- |
| Fernando de Sousa  | Dakota    | 6     |
| Jhon Silva         | RCA       | 5     |
| Erik Santos        | RCA       | 3     |
| Pieter Susebeek    | Britannia | 3     |
| Daniel Lindscheer  | Britannia | 3     |
| Ricky Hodges       | Dakota    | 3     |
| Sebastian Montoya  | Dakota    | 3     |
| Juel Balentien     | Britannia | 3     |
| Davidson Kaarsbaan | La Fama   | 2     |
| Jean-Luc Bergen    | RCA       | 2     |

Fuente: FutbolAruba

## Final
| Local  | Resultado | Visita     | Fecha               |
| ------ | --------- | ---------- | ------------------- |
| Dakota | 4 - 2     | RCA        | 18 de junio de 2022 |
| RCA    | 2 - 2     | Dakota (C) | 22 de junio de 2022 |
| Dakota | Cancelado | RCA        | 25 de junio de 2022 |

## Play-off descenso
Actualizado el 10 de Junio de 2022
| Pos. | Equipo   | Pts. | PJ | G | E | P | GF | GC | Dif. | Clasificación 2022       |
| ---- | -------- | ---- | -- | - | - | - | -- | -- | ---- | ------------------------ |
| 1    | Estrella | 9    | 3  | 3 | 0 | 0 | 8  | 1  | +7   | Primera División 2022-23 |
| 2    | United   | 4    | 3  | 1 | 1 | 1 | 4  | 6  | −2   | Primera División 2022-23 |
| 3    | Sporting | 3    | 3  | 1 | 0 | 2 | 3  | 4  | −1   | División Uno 2022-23     |
| 4    | Unistars | 1    | 3  | 0 | 1 | 2 | 2  | 7  | −5   | División Uno 2022-23     |

 Fuente: FutbolAruba